# Jitka Klimešová
Jitka Klimešová (* 21. prosince 1963 Rýmařov) je česká botanička zabývající se ekologií a funkční morfologií rostlin s důrazem na podzemní orgány. Vedle vědy samotné se zabývá také její popularizací.
V roce 1987 ukončila magisterské studium botaniky na Přírodovědecké fakultě Univerzity Karlovy. V rámci doktorského studia na téže fakultě se věnovala výzkumu klonálních rostlin. Od roku 1993 působí jako vědecká pracovnice Botanického ústavu Akademie věd České republiky, na jehož třeboňském pracovišti v současnosti vede oddělení experimentální a funkční morfologie. Příležitostně přednáší na Přírodovědecké fakultě Univerzity Karlovy či na Přírodovědecké fakultě Jihočeské univerzity.
Celoživotně se věnuje studiu klonality a morfologie rostlin. Společně s kolegy sbírá rostlinný materiál po celé střední Evropě a vytváří unikátní databázi znaků, které se týkají klonálního růstu a vegetativní regenerace rostlin – oddenků, šlahounů, pupenů ap. V roce 2018 vydala v nakladatelství Academia knihu Temperate herbs: an architectural analysis s vlastními ilustracemi podzemních orgánů rostlin.
Zabýval se také ekologií vyšších rostlin v polárních oblastech, v rámci výzkumu pobývala na České arktické výzkumné stanici Josefa Svobody, která se nachází na norských Špicberkách.
V rámci popularizace přispívá do časopisu Živa. Svými články se pokouší přiblížit opomíjený svět podzemních orgánů a klonálního rozmnožování rostlin širší veřejnosti. Komě toho píše vlastní blog, kam přidává příspěvky s přírodovědnou tematikou či reaguje na aktuální dění související s jejím zaměřením.
Je známá také jako autorka linorytů, kterými doplňuje své knihy a články.